# Янчо Димитров
Янчо Димитров (11 март 1943 г. – 4 декември 1992 г.) е български футболист, нападател. В кариерата си играе за Димитровград, Берое (Стара Загора) и Славия (София).
Има 10 мача с 3 гола за националния отбор на България. Сребърен медалист от олимпийските игри Мексико'68.

## Кариера
Димитров започва състезателната си кариера във ФК Димитровград. През 1961 г. преминава в Берое (Стара Загора). Играе за клуба в продължение на 7 сезона. Записва 172 мача и 44 гола в А група. На 9 май 1965 г. дебютира за националния отбор в контрола срещу Турция (4:1) на стадион „Славия“, заменяйки в 66-ата минута Георги Аспарухов.
Със заралии достига до финал за националната купа през сезон 1967/68, който е загубен от Спартак (София) с 3:2 след продължения. В самия мач за трофея на 6 юни 1968 г. обаче не участва, тъй като е наказан заради изгонване в шампионатен мач срещу Локомотив (Пловдив) дни по-рано.
През лятото на 1968 г. Димитров преминава в Славия (София). През есента на същата година е включен от селекционера Георги Берков в състава на България за олимпийските игри Мексико'68. По време на игрите участва в 3 мача, а отборът достига до финал и печели сребърните медали. Остава в Славия до 1972 г. като изиграва 76 мача и вкарва 8 гола в първенството. Записва и 6 мача в Купата на УЕФА. На 1 октомври 1969 г. асистира на Божидар Григоров за гола при равенството 1:1 с Валенсия на Естадио Луис Касанова, след което белите продължават напред в европейския турнир. Бронзов медалист в А група през сезон 1969/70.